# Pistole vz. 52
7,62 mm pistole vz. 52 je samonabíjecí pistole, která sloužila k napadení nepřítele a k vlastní obraně na blízké vzdálenosti (do 50 m) a k boji muže proti muži. Jedna se o zbraň originální československé konstrukce s uzamčeným závěrem. 

## Vznik a vývoj
Po skončení druhé světové války bylo jasné, že stávající zbraně používané čs. armádou jsou nedostatečné a situaci k tomu komplikovala velká rozmanitost typů zbraní, které čs. armáda zdědila nebo ukořistila. Československá armáda v letech 1945–1946 objednala u České zbrojovky výrobu pistolí vz. 27, zbraň byla ovšem již morálně a technicky zastaralá. 
Od roku 1946 se předpokládalo, že bude zavedena a obnovena výroba pistolí vz. 38 v ráži 7,62 mm Tokarev. Ministerstvo národní obrany ovšem na náboji netrvalo, proto vývoj zbraně byl započat pro osvědčený 9mm Parabellum – ministerstvo objednalo v  roce 1947 tři prototypy – ČZ471, ČZ481 a ČZ482. Prototypy byly zkoušeny od konce roku 1948. Pistole ČZ482 měla závěr uzamčený válečky. Po prvních zkouškách se komise soustředila na pistoli ČZ482.
ČZ491 – Na základě připomínek čs. vojenské správy vznikl v letech 1949-1950 nový prototyp přepracováním pistole ČZ482, který přebíral některé nové prvky z pistole vz. 50, byl označován jako ČZ491. 13. prosince 1950 vzneslo vedení čs. armády požadavek, aby byla zbraň řešena v ráži 7,62 mm Tokarev – náboj byl o 5 mm delší než na jaký byla pistole ČZ491 původně konstruována. 
ČZ513 – Rekonstrukcí pistole ČZ491 na náboj 7,62 mm Tokarev vznikl na jaře 1951 prototyp ČZ513. V září 1951 proběhly zkoušky. Výsledek zkoušek nebyl o mnoho lepší jako u předchozího prototypu. V tuto chvíli se uvažovalo o licenční výrobě sovětského vzoru TT-33, ale došlo k dalším úpravám prototypu a v březnu 1952 došlo k dalším zkouškám. Závěrem bylo, že pistole nedosahuje za ztížených podmínek spolehlivosti pistole TT-33, ale v přesnosti se jí vyrovná. 
Při armádních zkouškách byla dosažena životnost 12 000 výstřelů.

## 7,62 mm pistole vz.52
Dne 17. května 1952 byla pistole ČZ 513 schválena jako "7,62 mm pistole vz. 52". Současně bylo nařízeno vyvíjet novou pistoli. Výroba byla objednána u České Zbrojovky v červenci 1952.  
Výroba probíhala ve strakonické továrně České Zbrojovky do března roku 1955. Údaje o počtu vyrobených kusů se liší. Dle VHÚ bylo vyrobeno 206 284 kusů 7.62 mm pistole vz. 52. Dle kurátora VHÚ Jana Skramoušského bylo vyrobeno 216 384 pistolí.
V době, kdy zaváděla čs. armáda 7,62 mm pistoli vz. 52, zavedla sovětská armáda pistolové střelivo 9 x 18 mm Makarov. O plánu, změnit ráži neinformovali Sověti "spřátelené" armády.
V druhé polovině 60. let zadalo Ministerstvo zahraničního obchodu (MZO) úpravu zbraně pro náboj 9 × 19 mm Parabellum. MZO plánovalo nabízet zbraň do zahraničí. Výsledný model byl následně nazván 9 mm pistole vz. 67. Akviziční vzorek této pistole byl chybně označen jako vz. 70. Zájem o tuto zbraň ovšem opadl a otevřel cestu nově vyvíjené CZ 75.

Zbraň sloužila i po zavedení 9mm pistole vz. 82 dále v ČSLA a ČSA. Zbraň sloužila v AČR až do roku 2013, kdy byla vyřazena. Pro službu v AČR byly k dispozici výměnné hlavně v ráži 9 × 19 mm Parabellum (vyráběny v druhé polovině 90. let).  

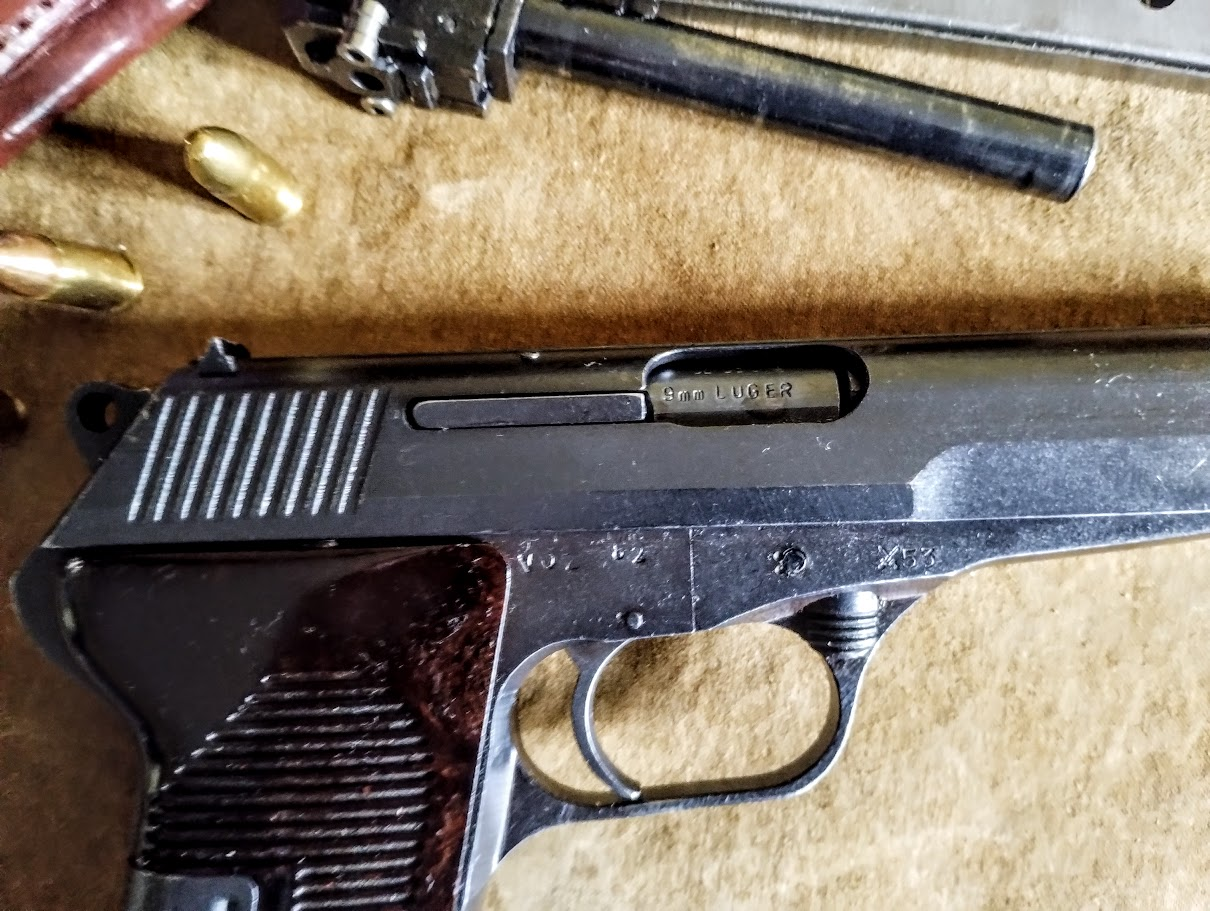
Vz.52 s hlavní 9 mm Luger

## Vývoz
V roce 1967 bylo do Laosu vyvezeno 70 kusů pistolí vz. 52.

## Konstrukce
Pistole měly od výrobce matný, šedě fosfátovaný povrch (zbraně, které prošly opravou ve Vojenských opravárenských závodech – VOZ, byly černěny, takové zbraně nesou na těle označení VOZ a rok opravy) a bakelitové střenky, vzadu spojené třmenovou pružinou. 
Záchytka zásobníku byla nejprve navržena na levé straně těla zbraně, tak jak je to u pistole vz. 50, ale z důvodu přestavby zbraně na střelivo 7,62 mm Tokarev nezbylo místo na boku těla zbraně, proto byla na spodní straně vytvořena záchytka zásobníku jako u starší zbraní CZ. U prototypů ČZ482 a ČZ491 je záchytka zásobníku na levé straně těla.
Spoušť u pistole vz. 52 je jednočinná, tzn., že před střelbou musel být kohout natažený. Prototypy v 9mm Parabellum, ČZ482 a ČZ491, mají spoušť dvojčinnou, tzn. že po vypuštění kohoutu mohla zbraň stisknutím spouště natáhnout kohout a vystřelit, po změně ráže pro tento systém nezbylo ve zbrani místo.

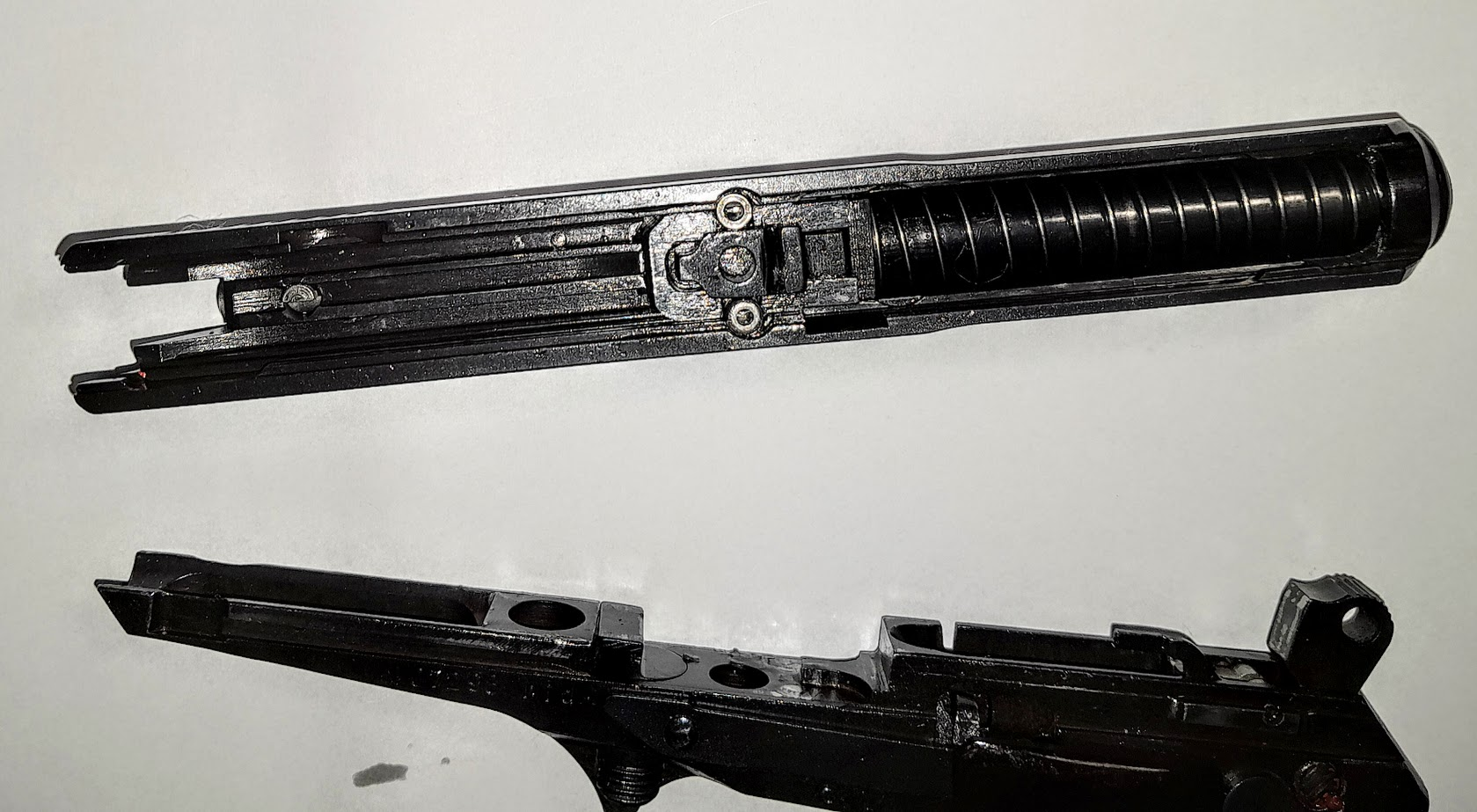
Pistole vz.52 – závěr s hlavní
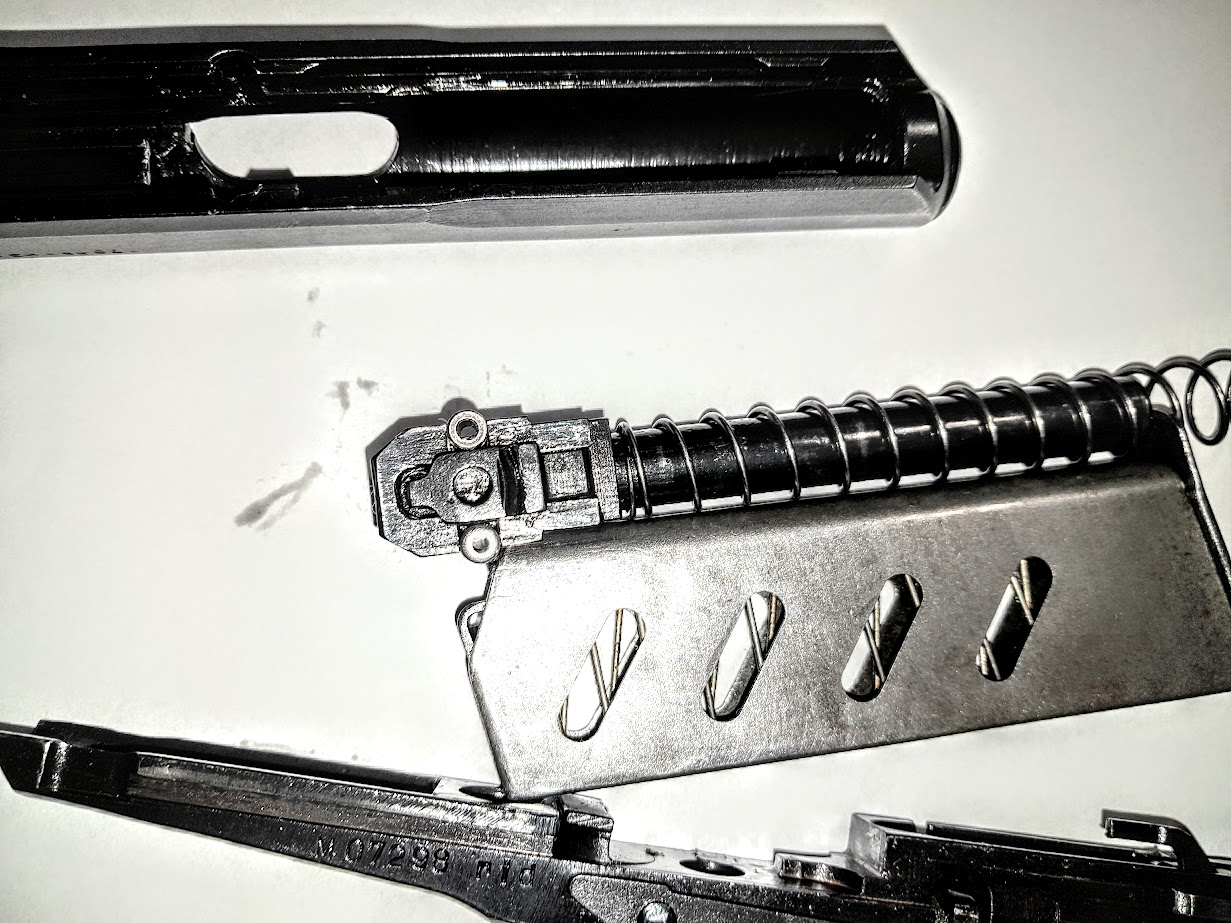
Hlaveň pistole vz.52
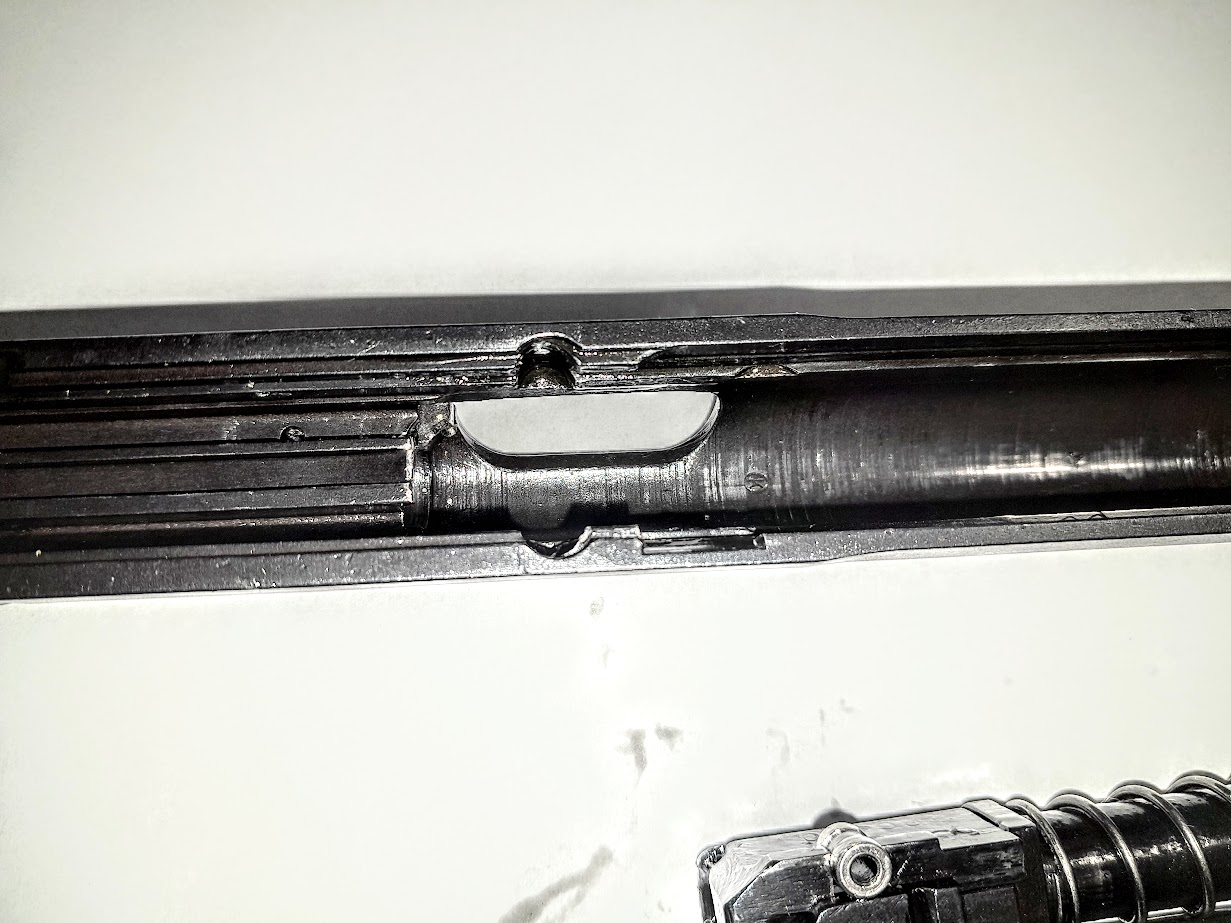
Závěr pistole vz.52

### Závěr
Pistole vz. 52 používá uzamčený závěr, odemykaný pomocí dvojice vertikálně uložených válečků. Tento systém používal za druhé světové války německý kulomet MG 42, použití tohoto mechanismu na pistoli je však zcela jedinečné. Výhodou tohoto systému měla být eliminace pohybu hlavně ve svislé rovině, což se mělo projevit na zlepšení přesnosti střelby.
Pistole je systému s krátkým pohybem hlavně (zákluz směrem vzad asi 10 mm) a dokonale uzamčený závěr pomocí dvojice válečků. Ve chvíli, kdy tlak spalných plynů ve vývrtu žene střelu dopředu, má závěr snahu se odsunout dozadu. Je však brzděn dvěma vertikálně uloženými válečky, které částí svého průměru zasahují do vybrání v pouzdře závěru. Závěr se nemůže pohybovat dozadu, dokud se válečky prostřednictvím šikmých ploch v pouzdře vzájemně nepřiblíží natolik, že umožní závěru pohyb vzad. Toho je docíleno krátkým pohybem hlavně dozadu, kde válečky odsune rádiusové vybrání v rámu pistole, a závěr se tak odemkne, a to vše, až střela opustí hlaveň. Střelná nálož v náboji se tak využije k energii střely maximálně, co dovolí délka hlavně, a zbytek ještě natáhne závěr a vyhodí prázdnou nábojnici cca 15 metrů směrem doprava a mírně vzad.
Rozborka se u této zbraně provádí zatažením za vroubkovaný záchyt (umístěný v přední části lučíku z obou stran) směrem dolů, to umožní závěru krátký pohyb vpřed a nahoru. Pro vyjmutí hlavně ze závěru se používá spodní hrany zásobníku, hlaveň se jím zatlačí proti pružině a přizvedne.

### Střelivo
Zbraň užívá 7,62 mm náboj do samopalu a pistole ( 7,62 mm Tokarev, 7.62x25 a další názvy). Náboj se skládá ze zápalky, nábojnice, prachové náplně a střely. Střela se skládá z ocelového pláště, olověné košilky a ocelového jádra. Do pláště je vsazena olověná vložka a do ní je zalisováno ocelové jádro, které je přidržováno zahnutými okraji pláště střely.
Náboj vyráběný v Československu byl o 18 % výkonnější než standardní typ vyráběný v Sovětském svazu.

### Příslušenství ke zbrani
Příslušenstvím ke zbrani bylo:
- pouzdro / brašna na pistoli (z látky, kůže nebo lakované kůže)
- vytěrák (v pouzdru místo na uložení)
- 2 zásobníky (1 kapsička v pouzdru, druhý ve zbrani)
- závěsná šňůra (zabraňovala ztrátě zbraně)

### Povrch zbraně
Zbraně byly z výroby povrchově upraveny fosfátováním. Zbraně, které prošly opravou ve Vojenském opravárenském závodě v Moldavě nad Bodvou (východní Slovensko) měly povrch černěný a označeny značkou VOZ a rok opravy.

## Parametry 7,62 mm pistole vz.52
- Délka 211 mm
- Ráž 7,62 mm  (vodící průměr hlavně)
- Ráže 7,62x25 mm / 7,62 Tokarev
- Délka hlavně 120 mm
- Počet drážek 4
- Délka záměrné 166,5 mm
- Počáteční rychlost střely 480 m/s
- Největší dostřel 1800 m
- Bojová rychlost 8 ran za 10–15 sekund
- Váha s plným zásobníkem 1040 g
- Váha s prázdným zásobníkem 950 g

## Galerie

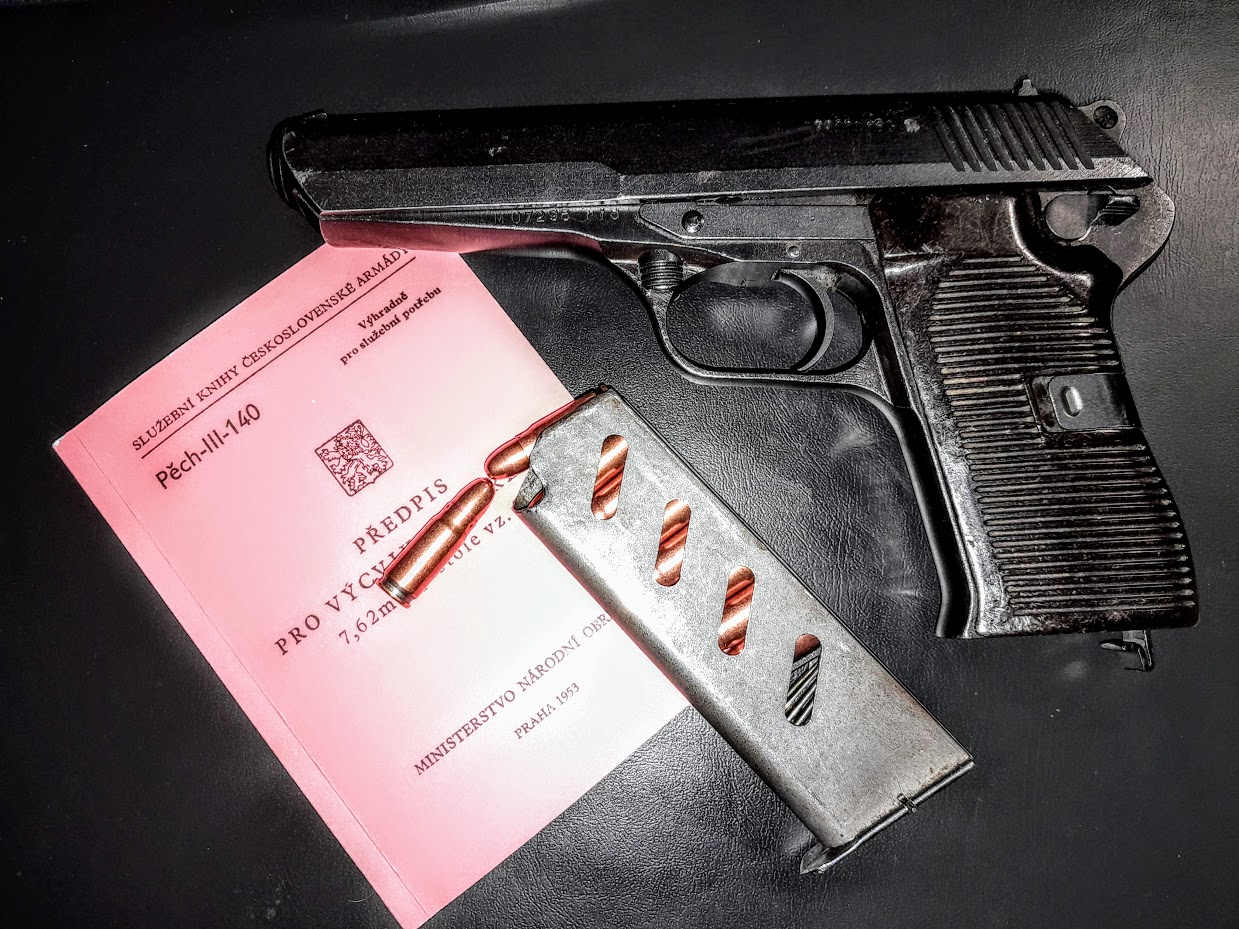
Pistole vz. 52
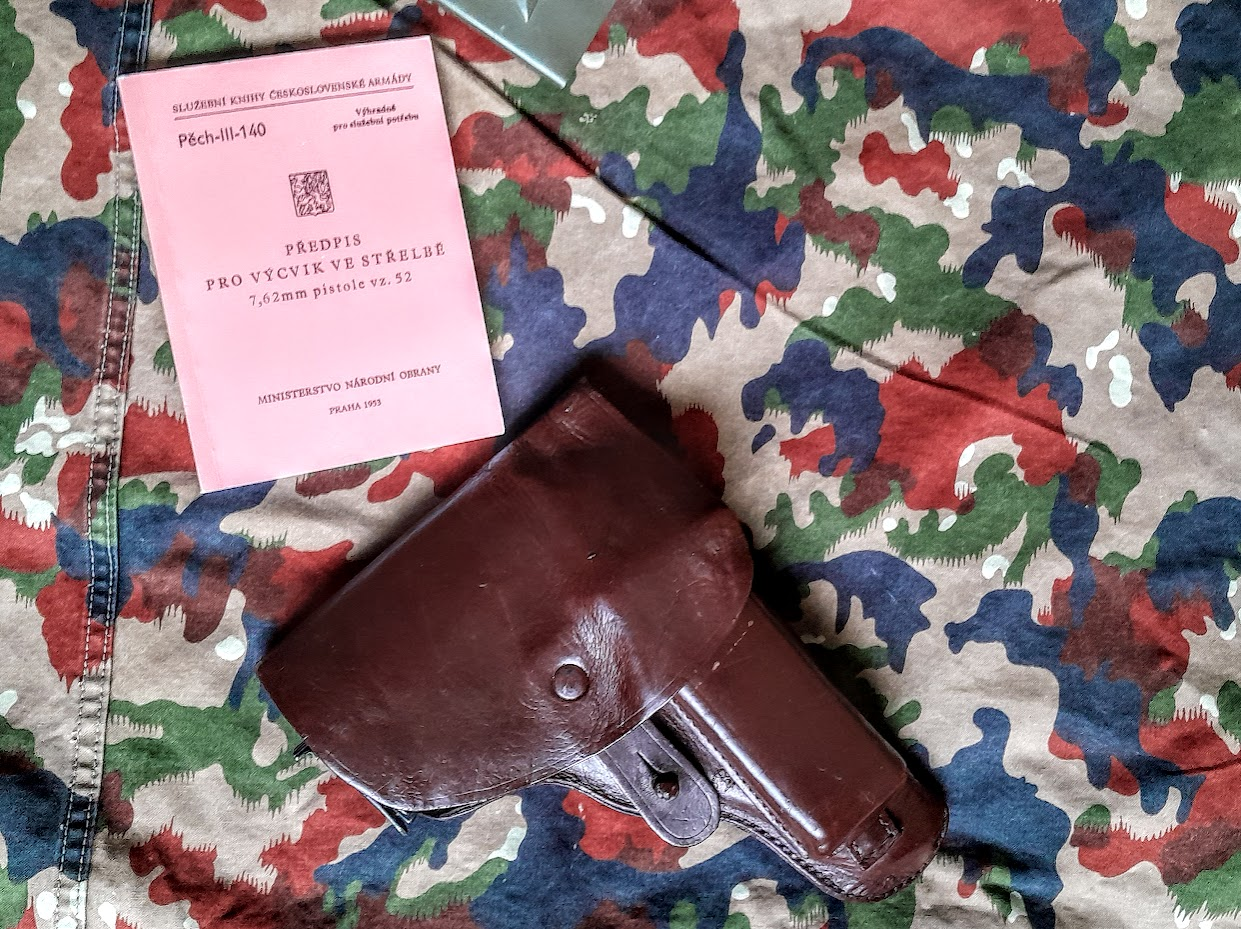
Pouzdro na pistoli vz. 52
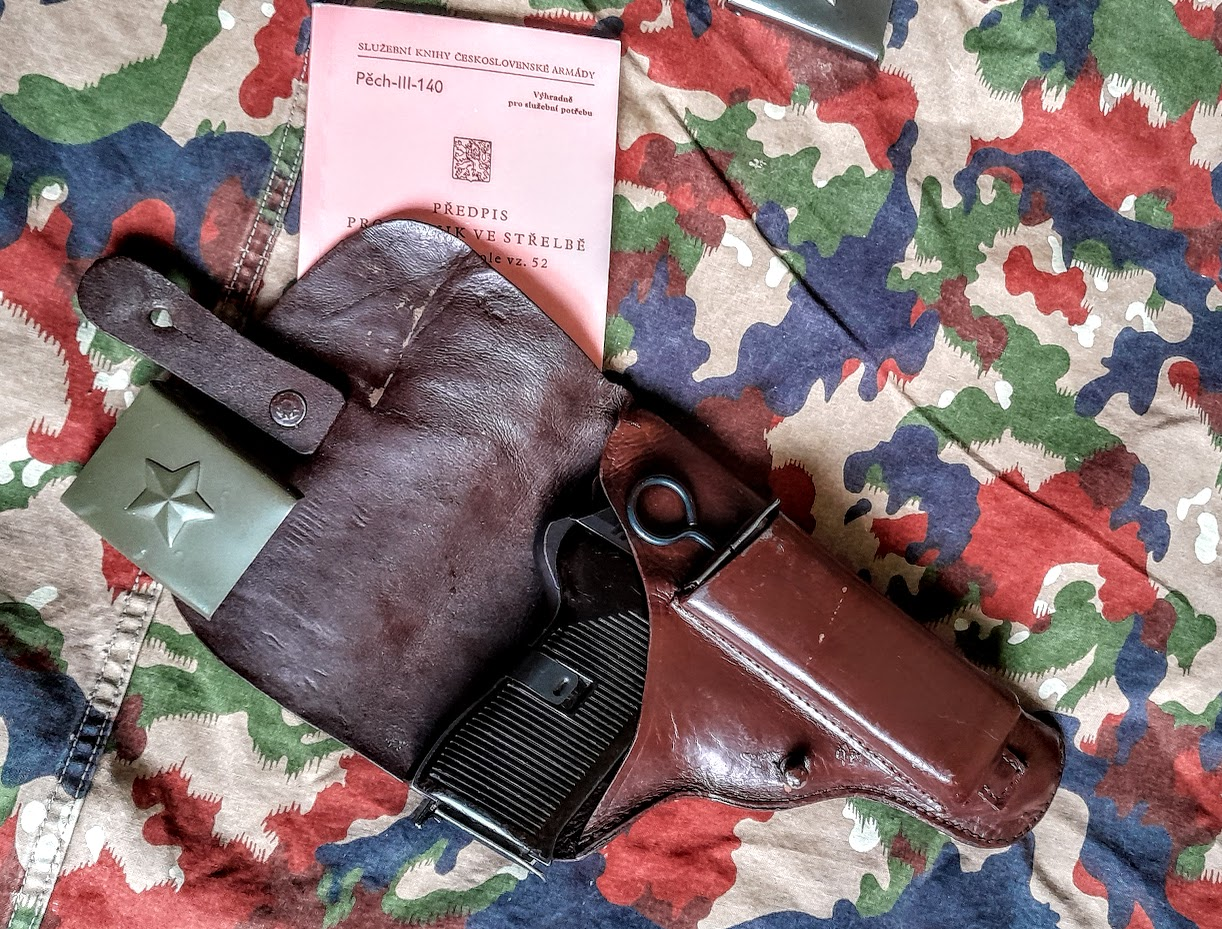
Pistole vz. 52 v pouzdru
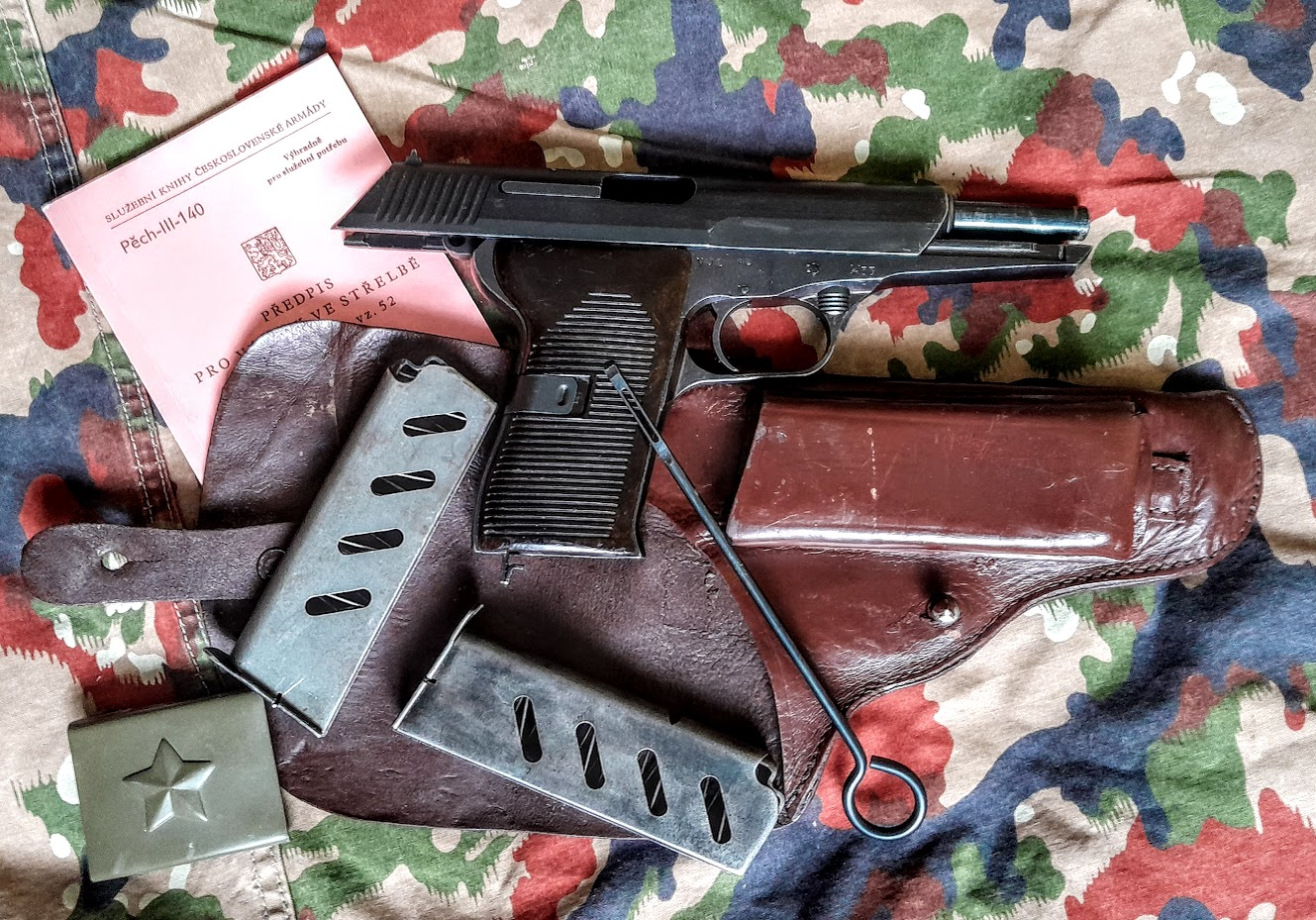
Pistole vz. 52 s vytěrákem, zásobníky a předpisem pro výcvik ve střelbě